# Hollywood (miniserial)
Hollywood – amerykański serial telewizyjny, w którym występują David Corenswet, Darren Criss, Laura Harrier, Joe Mantello, Dylan McDermott, Jake Picking, Jeremy Pope, Holland Taylor, Samara Weaving, Jim Parsons i Patti LuPone. Serial, stworzony przez Ryana Murphy’ego i Iana Brennana, miał premierę w serwisie Netflix 1 maja 2020.
Miniserial opowiada o grupie aspirujących aktorów i filmowców z okresu powojennego „złotego wieku Hollywood”, próbujących spełnić swoje marzenia. Serial otrzymał 12 nominacji podczas 72. ceremonii wręczenia nagród Emmy, w tym nominacje za grę aktorską dla Pope'a, Taylora, McDermotta i Parsonsa.

## Obsada

### Role główne
- David Corenswet jako Jack Castello, weteran II wojny światowej, który przenosi się do Hollywood w nadziei, że zostanie aktorem.
- Darren Criss jako Raymond Ainsley, początkujący reżyser filmowy, w połowie Filipińczyk, który ma nadzieję zmienić Hollywood oraz chłopak Camille.
- Laura Harrier jako Camille Washington, wschodząca czarnoskóra aktorka zmagająca się z uprzedzeniami ze względu na swoją rasę oraz dziewczyna Raymonda.
- Joe Mantello jako Richard „Dick” Samuels, dyrektor studia w Ace Studios, który jest ukrytym gejem.
- Dylan McDermott jako Ernest „Ernie” West, alfons, który prowadzi swój biznes na stacji benzynowej i rekrutuje Jacka.
- Jake Picking jako Roy Fitzgerald / Rock Hudson, fabularyzowana wersja aktora oraz chłopak Archiego.
- Jeremy Pope jako Archie Coleman, początkujący czarnoskóry scenarzysta oraz chłopak Roya.
- Holland Taylor jako Ellen Kincaid, kierownik studia i mentorka dla początkujących aktorów w Ace Studios.
- Samara Weaving jako Claire Wood, wschodząca aktorka, rywalka Camille oraz córka Ace'a i Avis Ambergów.
- Jim Parsons jako Henry Willson, fabularyzowana wersja hollywoodzkiego agenta talentów, którego klientem był Rock Hudson.
- Patti LuPone jako Avis Amberg, żona Ace'a Amberga, szefa Ace Studios i była aktorka.

### Pozostałe role
- Maude Apatow jako Henrietta Castello, żona Jacka, która jest w ciąży z bliźniakami i pracuje jako kelnerka.
- Mira Sorvino jako Jeanne Crandall, odnosząca sukcesy, ale starzejąca się aktorka, kochanka Ace'a i partnerka sceny Camille.
- Michelle Krusiec jako Anna May Wong, fabularyzowana wersja chińsko-amerykańskiej aktorki, której Raymond próbuje pomóc.

### Gościnnie
- Rob Reiner jako Ace Amberg, szef Ace Studios i mąż Avis.
- Brian Chenoweth jako Lon Silver, adwokat Ace'a.
- Jake Regal jako Erwin Kaye, z którym Henrietta pracuje i ma romans.
- William Frederick Knight jako Harry Golden, doświadczony montażysta filmowy w Ace Studios.
- Queen Latifah jako Hattie McDaniel, fabularyzowana wersja aktorki, która udziela porad Camille.
- Katie McGuinness jako Vivien Leigh, fabularyzowana wersja aktorki.
- Paget Brewster jako Tallulah Bankhead, fabularyzowana wersja aktorki.
- Harriet Sansom Harris jako Eleanor Roosevelt, fabularyzowana wersja Pierwszej Damy oraz przyjaciółka Avis.
- Daniel London jako George Cukor, fabularyzowana wersja reżysera i producenta znanego z wielkich imprez domowych.
- Billy Boyd jako Noël Coward, fabularyzowana wersja dramatopisarza, kompozytora, reżysera i aktora.
- Alison Wright jako pani Roswell, strażniczka Ace Studios.